# Archives du Muséum d’Histoire Naturelle
Archives du Muséum d’Histoire Naturelle war eine französische Publikation naturwissenschaftlicher Beiträge die in den Jahren 1839 bis 1861 vom Muséum national d’histoire naturelle (staatliches französisches Naturkundemuseum) in Paris veröffentlicht wurden. Erschienen sind insgesamt zehn Ausgaben. Autoren waren bedeutende Naturwissenschaftler die für das Archiv in der Zeit tätig waren.

## Artikelauszug
- 1839 Memoire sur la famille des Lardizabalees precede de remarques sur la famille des Lardizabalees precede de remarques sur l'anatomie comparee de quelques tiges de vegetaux Dictyledones
- 1843 Monographie des Malpighiacées, Autor: A.JUSS
- 1844 Legumineuses arborescentes de l'Amerique du Sud, Autor: Tul
- 1855 Monographia Monimiacearum, Autor: Tul
- 1856–1857 Monographie de la famille des Urticacées